# Saturation II
Saturation II (estilizado como SATURATION II) é o segundo álbum de estúdio da boy band norte-americana Brockhampton, lançado em 25 de Agosto de 2017.  A produção ficou sob os cuidados de Romil Hemnani, junto da duo Q3, bearface, Kevin Abstract e JOBA.

## História
Com apenas alguns meses após o lançamento de seu primeiro álbum, Saturation, o grupo revelou planos para uma continuação. A arte do álbum e a sua lista de faixas foram reveladas em 21 de Agosto 2017.

## Singles
O álbum foi promovido por quatro singles, "Gummy", "Swamp", "Junky" and "Sweet". O primeiro single, "Gummy" foi lançado 2 de Agosto de 2017. O segundo single, "Swamp" foi lançado em 8 de Agosto de 2017. O terceiro single, "Junky" foi lançado em 15 de Agosto de 2017. O quarto e último single, "Sweet", foi lançado em 22 de Agosto de 2017, junto "Follow", o primeiro single para promover Saturation III. Contanto, mais tarde foi revelado que "Follow" não estaria em Saturation III.  Os quatro singles vieram acompanhados de seus respectivos videoclipes.

## Recepção crítica
| Críticas profissionais | Críticas profissionais |
| Avaliações da crítica  | Avaliações da crítica  |
| Fonte                  | Avaliação              |
| ---------------------- | ---------------------- |
| GigSoup                | [ 13 ]                 |
| HotNewHipHop           | 85%                    |
| PopMatters             | [ 15 ]                 |
| Pitchfork              | 7.2/10                 |
| Pretty Much Amazing    | A-                     |
| The Young Folks        | [ 18 ]                 |

Saturation II foi muito bem recebido pela crítica em seu lançamento, com muitos citando este sendo uma melhoria de seu predecessor. Al Horner, da Fact Magazine, chamou o álbum de "sublime", expressando que "no aventuroso, quieto e subversivo mundo de Saturation II, [Brockhampton] ousaram imaginar um lugar melhor para o hip-hop aonde poderiam andar nos trilhos". Porém, deixou claro que "Brockhampton poderia rever o seu conceito de qualidade versus quantidade", criticando certos "momentos em que Saturation II reduz demais sua velocidade, como na faixa 'Chick'".
Em uma crítica positiva, Matthew Strauss, da Pitchfork, elogiou o "estilo lustroso e cool de performance" junto da "agressão e arrogância", também notando que o grupo "remediou algumas das grandes falhas que estavam presente em seu primeiro álbum". Porém, Strauss criticou a química do grupo, dizendo que "existem certos momentos preciosos aonde a parte de cada integrante complementa a si mesma ou mudam para temas distintos", resumindo que "não importa o quão legal Brockhampton possa soar, eles sempre irão prezar em serem mais descolados do que quebrar os moldes e tomar riscos para se tornarem algo maior".
Christopher Thiessen, da PopMatters, elogiou o grupo por "criarem algo novo que seja igualmente refrescante e agradável, mesmo seguindo a fórmula do primeiro álbum, de uma ponta à outra". Em uma crítica dos dois primeiros álbuns da trilogia para a Pretty Much Amazing, Mick Jacobs deixou claro que "Brockhampton sabe como chamar sua atenção: referenciando tudo o que lhe chama a atenção neste exato momento", afirmando que "Aonde Saturation se antecipa, o II se torna pernicioso, deixando clara a disposição do grupo em distorcer as coisas para a sua própria percepção".
Ryan Feyre, escrevendo para a The Young Folks, disse que "basicamente que nem em seu último álbum, Brockhampton trás versatilidade em cada canto de Saturation II, e … eles se ultrapassaram". Henry Solotaroff-Webber, da DJBooth, deu destaque às faixas "Queer", "Junky" e "Summer", concluindo que "apesar da energia criativa e selvagem de Saturation II, o álbum se encorpora ao passar das faixas, passando longe de ser descuidado e sendo na maior parte do tempo coeso.".

### Listas de fim de ano
| Publicação | Lista                         | Posição | Ref.   |
| ---------- | ----------------------------- | ------- | ------ |
| Stereogum  | Os 50 Melhores Álbuns de 2017 | 11      | [ 21 ] |

## Lista de faixas
| N.º            | Título         | Produtor(es)                                             | Duração |  |
| 1.             | "Gummy"        | Romil Hemnani Q3 (Jabari Manwa Kiko Merley) [a] JOBA [a] | 4:20    |  |
| 2.             | "Queer"        | Hemnani Manwa [a]                                        | 3:47    |  |
| 3.             | "Jello"        | Hemnani bearface                                         | 4:00    |  |
| 4.             | "Teeth"        | Hemnani                                                  | 1:20    |  |
| 5.             | "Swamp"        | Manwa                                                    | 4:11    |  |
| 6.             | "Scene 1"      | Hemnani                                                  | 0:39    |  |
| 7.             | "Tokyo"        | Hemnani Manwa                                            | 3:12    |  |
| 8.             | "Jesus"        | Hemnani                                                  | 1:20    |  |
| 9.             | "Chick"        | Hemnani                                                  | 3:24    |  |
| 10.            | "Junky"        | Hemnani Q3 [a] JOBA [a]                                  | 4:08    |  |
| 11.            | "Scene 2"      | Hemnani                                                  | 0:29    |  |
| 12.            | "Fight"        | Hemnani Kevin Abstract [a]                               | 3:01    |  |
| 13.            | "Sweet"        | Kiko Merley                                              | 4:34    |  |
| 14.            | "Gamba"        | Hemnani Manwa Kevin Abstract [a]                         | 3:22    |  |
| 15.            | "Sunny"        | bearface Hemnani [a]                                     | 2:50    |  |
| 16.            | "Summer"       | bearface                                                 | 3:24    |  |
| Duração total: | Duração total: | Duração total:                                           | 48:02   |  |

Notas
- ↑[a]  significa produtor adicional.
- Todas as faixas são estilizadas em letras maiúsculas. Por exemplo, "Gummy" é estilizado como "GUMMY"

## Integrantes

### Brockhampton
- Kevin Abstract – vocais (faixas 1-3, 5, 7-10, 12-15), produtor executivo (faixas 12, 14), direção criativa
- Ameer Vann – vocais (faixas 1–5, 7, 9, 10, 12, 13, 15)
- Merlyn Wood – vocais (faixas 1, 2, 5, 10, 12, 13, 15)
- Dom McLennon – vocais (faixas 1–3, 5, 7, 9, 10, 12-14)
- Matt Champion – vocais (faixas  1-3, 5, 9, 10, 13)
- Russell "JOBA" Boring – vocais (faixas 1, 3, 5, 7, 10, 13, 15) produtor co-executivo, produtor adicional (faixas 1, 10), mixagem, masterização
- bearface – vocais (faixas 8, 14-16), produção (faixas 3, 15, 16)
- Romil Hemnani – produção (faixas 1-4, 6-12, 14), programação de bateria adicional (faixas 13), produtor co-executivo, engenheiro de gravação
- Q3 – produtor adicional (faixas 1, 10)
  - Jabari Manwa – produção (faixas 5, 7, 14), produtor adicional (faixa 2), programação de bateria adicional (faixas 13)
  - Kiko Merley – produção (faixas 13)
- Henock Sileshi – direção criativa, design gráfico
- Ashlan Grey – fotografia
- Robert Ontenient – webmaster, vocais (faixas 6, 11)
- Jon Nunes – gerenciamento

### Integrantes adicionais
- Ryan Beatty – vocais adicionais (faixa 2)
- Dijon – additional vocals (faixa 16)
- Chris Clancy – gerenciamento
- Kelly Clancy – gerenciamento
- Brian Washington – gerenciamento
- Craig Marshall – aconselhamento legal
- Orienteer – publicidade

## Paradas de sucesso
| Chart (2017)                   | Pico |
| ------------------------------ | ---- |
| Bélgica (Ultratop Flandres)    | 108  |
| Canadá (Billboard)             | 50   |
| Nova Zelândia (RMNZ)           | 35   |
| Estados Unidos (Billboard 200) | 57   |